# Marguerite Vérine-Lebrun
Marguerite Vérine-Lebrun (1883-1959) est la fondatrice de la première École des parents et des éducateurs.